# 源頼俊
源 頼俊（みなもと の よりとし）は、平安時代後期の武将・歌人。加賀守・源頼房の長男。官位は従五位下・陸奥守。

## 経歴

### 延久蝦夷合戦
治暦3年（1067年）、陸奥守に任ぜられる。頼俊は、同族である源義家とライバル関係にあったとする見解があり、『百錬抄』康平7年（1064年）3月29日条によれば、治暦3年には源頼義の伊予守任了に際し、同国に抑留されていた安倍宗任と安倍家任の2人が陸奥国への帰国の願いを断たれ、大宰府に再移配されている（安倍正任と安倍則任は陸奥国への帰国が叶ったか）。頼義は安倍氏嫡流である宗任を傀儡として利用する野心があったとされ、大宰府への再移配によってそれが水泡に帰してしまったが、それと同時に頼俊が陸奥守に任じられたのは単なる偶然ではなく、頼義や義家の奥羽への野心を朝廷に警戒されたとする見解がある。頼俊は奥羽の住人に対する態度や振る舞いは頼義・義家親子とはかなり異なっており、陸奥守としても鎮守府将軍の清原武則との関係も融和的だったとされ、また頼俊は清原氏と海道平氏をとりわけ重く用い、それゆえ共に国守の下で国府や鎮守府在庁官人を統率・指揮する両氏は互いに政治的結束を高めたともされる。
延久2年（1070年）、後三条天皇の勅により蝦夷征伐に赴き、清原貞衡（清原真衡の誤記とする説、清原武貞の改名とする説、清原武則の弟とする説、海道平氏出身で武貞の娘婿とする説などがある）の助勢によって蝦夷らの支配する津軽、下北半島のあたりまで征伐を行った。その間、延久2年（1070年）12月26日に記された頼俊の解状によれば、陸奥国南部に領地のあった散位藤原基通などの梟悪之者が官物や公事を拒否した上、国印と国倉の鍵を奪うという事件が発生した。この折、朝廷の命により下野守に任ぜられた源義家の助勢によって、この争いを平定しているという事件まで起きている。基通は義家の意を受けて頼俊が陸奥に勢力を伸ばすのを妨害するために事件を起したとも見られている。
ちなみに、同じ解状には「荒夷（あらえびす）が兵を発し、黎民が騒擾す」とあり、蝦夷が依然として朝廷の支配に服さぬことを記している。治暦3年（1067年）以来、清原氏の助力を以って衣曾別嶋荒夷（えぞがわけしまあらえびす）と閉伊七村山徒を平定し日本の東端（北端）を津軽海峡まで到達させたとされる、この大規模な一大事業は延久6年（1074年）まで行われ、後に延久蝦夷合戦といわれた。ただし、合戦は総大将頼俊が延久3年（1071年）5月5日に朝廷より陸奥での謹慎を言い渡され、遠征途中で失脚したため、事実上遠征は中止され、成果は中途半端に終わったとする見解もある。冬季に行軍が困難であることや頼俊の報告は自分の不祥事の穴埋めをするための誇大報告とし、津軽半島や下北半島までが朝廷の支配下に入ったのは、その後の清原氏や奥州藤原氏によるものとする。

### 戦後
この戦では頼俊はさしたる恩賞を受けなかったが、その軍事力のほとんどを頼んでいた貞衡は鎮守府将軍従五位下に叙せられ、武則以来の清原氏による鎮守府将軍職への就任を果たしている。帰京した後の頼俊は京武者として活動し、承暦3年（1079年）の延暦寺衆徒による強訴入京に際しては「前陸奥守」として源頼綱（多田源氏）や源仲宗（信濃源氏）、平正衡（伊勢平氏）などと共に防禦の任にあたったほか、永保元年（1081年）には御所への直訴により濫妨しようとした園城寺の僧徒らを朝廷の命により捕らえるという武功も上げている。
その後の応徳3年（1086年）に頼俊が延久蝦夷合戦での恩賞を求めて記したとされる前陸奥守源頼俊申文写には「前陸奥守従五位上源朝臣頼俊誠惶誠恐謹言、　…依　綸旨召進武蔵国住人平常家、伊豆国●●●散位惟房朝臣、　　条条之勤不恥先蹤者也…」と記してあり、延久蝦夷合戦において豊島常家らの活躍があったことも記している。

## 和歌
また歌人として『後拾遺和歌集』に友人の駿河守・源国房（村上源氏）と牛車に同乗し国房の父定季の墓の前を通りかかった際に詠んだ歌が入集している。
- たらちねははかなくてこそやみにしかこはいづことて立ち止るらん（『後拾遺和歌集』1156）

## 笠懸
武士のたしなみとされた笠懸の武芸の初見は後冷泉朝の天喜5年（1057年）、京都木津河畔の奈良への往還の途次において、当時藤原氏の警護を勤めた頼俊の家人たちによって行われたという記録が残っている。

## 系譜
- 父：源頼房
- 母：藤原嬉子（後冷泉天皇生母）女房[2]
- 妻：播磨守藤原定輔の娘
  - 男子：源頼治
- 生母不明の子女
  - 男子：源頼風 - 長氏の祖で、子に長谷部季頼がいる
  - 男子：源頼景 - 太田氏の祖で、子孫に太田頼基がいる
  - 男子：仁範
  - 男子：円尋
  - 男子：仁尋
  - 男子：頼慶